# Cacahoatán
Cacahoatán est une municipalité du Chiapas, au Mexique. Elle couvre une superficie de 173,9 km2 et compte 45 594 habitants en 2015.